# Palacios del Arzobispo
Palacios del Arzobispo è un comune spagnolo di 215 abitanti situato nella comunità autonoma di Castiglia e León.